# Sigitas Tamkevičius
Sigitas Tamkevičius, S.J. (Gudonys, no distrito de Lazdijai, 7 de novembro de 1938) é um cardeal da Igreja Católica lituano. Atualmente é Arcebispo-emérito da Kaunas.

## Biografia
Depois de se formar na escola secundária em Seirijai, em 1955, ingressou no Seminário Interdiocesano de Kaunas. Ele continuou seus estudos de teologia depois de alguns anos no serviço militar no exército soviético e formou-se no seminário em 1962. Tamkevičius foi ordenado padre pelo bispo Petras Maželis em 18 de abril de 1962.
Nos anos seguintes, ele atuou como vigário nas paróquias de Alytus, Lazdijai, Kudirkos Naumiestis, Prienai e Simnas. Em 1968, Tamkevičius entrou na Companhia de Jesus, que era ilegal de acordo com a lei soviética. Ele foi um dos iniciadores da ação de petição de protesto contra as restrições discriminatórias soviéticas, considerando as condições do Seminário Teológico Interdiocesano de Kaunas. Por causa disso, as autoridades soviéticas proibiram o padre Tamkevičius de exercer seu ministério sacerdotal. Ele trabalhou na fábrica e na área de recuperação de terras por um ano.
Enquanto vigário na paróquia de Simnas, Tamkevičius iniciou a publicação clandestina da Crônica da Igreja Católica da Lituânia em 1972. A Crônica registrou e tornou pública no Ocidente os fatos de discriminação religiosa na Lituânia Soviética. As publicações clandestinas foram perseguidas pela KGB. Tamkevičius era o pastor de Kybartai de 1975 a 1983. Ao mesmo tempo, foi editor da Crônica por 11 anos até sua prisão em 1983. Tamkevičius, juntamente com outros quatro padres lituanos, fundou o Comitê Católico de Defesa dos Direitos dos Crentes em 1978. Tamkevičius foi preso e levado a julgamento, sendo acusado de alegada propaganda e agitação anti-soviética em 1983. Ele foi condenado a dez anos de prisão e exílio. Tamkevičius passou sua prisão nos campos de trabalho de Perm e Mordóvia. Ele foi exilado na Sibéria em 1988. Devido à liberalização da política soviética causada pela Perestroika, Sigitas Tamkevičius foi libertado. A Conferência Episcopal da Lituânia nomeou Tamkevičius para o cargo de diretor espiritual no Seminário do Padre Kaunas em 1989. Ele foi nomeado reitor do Seminário em 1990.
O Papa João Paulo II o nomeou como bispo-auxiliar de Kaunas, em 8 de maio de 1991. Foi consagrado como bispo-titular de Turuda em 19 de maio pelo cardeal Vincentas Sladkevičius, M.I.C., arcebispo de Kaunas, coadjuvado por Vladas Michelevicius, bispo-titular de Tapso, por Antanas Vaičius, bispo de Telšiai, por Romualdas Krikšciunas, bispo-titular de Amaia, e por Juozas Preikšas, bispo-titular de Egnatia. Foi promovido à arcebispo metropolitano de Kaunas em 1996. Na Conferência Episcopal da Lituânia, ele foi Presidente (1999–2002, 2005–2008 e 2008–2014) e Vice-Presidente (2002–2005). Renunciou ao governo pastoral da arquidiocese de Kaunas em 11 de junho de 2015.
Em 1 de setembro de 2019, o Papa Francisco anunciou que o criaria cardeal no Consistório de 5 de outubro, em que recebeu o barrete vermelho, o anel cardinalício e o título de cardeal-presbítero de Santa Ângela Mérici.